# Ябълка (род)
 Тази статия е за рода.  За плода вижте Ябълка.  
Ябълката (Malus) е род растение от семейство розови. Според ботаника тя спада към плодовете. Съдържа около 20 – 30 вида.

## История
Днес ябълковите дървета се отглежтат по целия свят, а първите ябълкови дървета произлизат и започват да се развиват в източна Турция и по планините на Казахстан. С течение на хиляди години са възникнали все по-нови видове. След откритието им през 300 г. пр.хр. са пренесени в Европа за засаждане и след това са разпространени по Земята.

## Сортове
- Виста бела
- Примруж
- Молиз делишес
- Прима
- Джонатан
- Червена превъзходна
- Либърти
- Златна превъзходна
- Джонаголд
- Мелроуз
- Муцу
- Чадел
- Шарден
- Фуджи
- Грени смит
- Купър 4
- Златна резистентна
- Белголден
- Голдспър